# Hek Ki Boen Wing Chun
L'Hek Ki Boen Eng Chun Kun (in Fukinese: 黑旗門詠春拳) è un'arte marziale interna della famiglia Wing Chun Kung Fu, disciplina cinese originaria della provincia del Fujian.

## Storia o leggenda
La nascita del sistema Wing Chun è incerta. Esistono diverse ipotesi e racconti, ma nessuna di questa è certa e verificabile. 
Secondo l'Hek Ki Boen Eng Chun, il sistema venne creato durante la dinastia Ming al fine di combattere gli attacchi dei Qing del XVII° secolo. Guerrieri, monaci e praticanti di arti marziali si riunirono nel tempio Shaolin del sud nella provincia del Fujian, qui si allenarono e crearono una nuova arte marziale, il Wing Chun. La sala in cui avvenivano gli allenamenti si chiamava Eng Chun Tim che significa "sala dell'eterna primavera".
Quando i Qing vennero a conoscenza della presenza dei ribelli nel Tempio Shaolin del sud, inviarono molte truppe che bruciarono il Tempio.
Cinque monaci sfuggirono al rogo e, per contrastare i Qing, crearono 5 società segrete che vennero identificate come Black Flag, Red Flag, Yellow Flag, White Flag e Green Flag.
Tjia Fun Jiao fu l'ultimo capo istruttore della società segreta Black Flag, si trasferì in Indonesia nel 1907. In Indonesia conobbe e insegnò le sue conoscenze di arti maziali a Kwee King Yang (morto nel 1986 all'età di 97 anni). Uno degli allievi di Kwee King Yang è stato The Kang Hai, deceduto nel 2020.

## Diffusione del sistema
Lin Xiang Fu (林祥福), allievo diretto di The Kang Hai, è la persona che, nel 2004, ha deciso di diffondere il sistema Black Flag Wing Chun tramite l'organizzazione internazionale Hek Ki Boen Kuntao, nata nel 2011.
Lin Xiang Fu, dopo aver ottenuto l'approvazione per la diffusione del sistema, ha aperto una scuola di arti marziali in America e ha iniziato la diffusione del sistema. 

## Etimologia
Secondo la storia del Hek Ki Boen Eng Chun il nome nasce dalla sala 詠春 del tempio Shaolin del sud. La sua traslitterazione dal Fukinese è Eng Chun, mentre la traslitterazione dal Cantonese è Wing Chun. La società segreta da cui nasce il sistema 黑旗門詠春 viene traslitterato in Hek Ki Boen Eng Chun (chiamata anche HKB Eng Chun o HKB Wing Chun) e significa "loggia della bandiera nera", da cui il nome inglese Black Fag Eng Chun o Black Fag Wing Chun.

## Principi

### Principio Im e Yang
Per il principio Im (Yin) e Yang l'universo è composto da queste due energie opposte. Per l'equilibrio del combattimento ad attacchi di energia Yang si deve rispondere con tecniche di energia Im e viceversa. Questo principio si applica a tecniche di mano, calci, passi, ecc.

### Detach
Il principio del datach ha origine nel Buddhismo Chán. Secondo il detach (distacco) spazio e tempo non devono esistere. Il distacco ha valenza mentale e corporea, quindi la mente deve essere libera e il corpo rilassato.
Il detach è suddiviso in tre stadi: 
1. microcosmo: distacco da se stessi separando mente, corpo e Qi;
2. macrocosmo: distacco dall'illusione del mutamento Yin Yang;
3. vuoto: distacco da ogni forma, apparenza e teoria.

## Gradi
L'Hek Ki Boen Kuntao prevede i seguenti gradi:
| Classe           | Maglia | Cintura | Livello               |
| Master           | Rossa  | Rossa   | Master Level 4        |
| Master           | Rossa  | Rossa   | Master Level 3        |
| Master           | Rossa  | Rossa   | Master Level 2        |
| Master           | Rossa  | Rossa   | Master Level 1        |
| Elite Black Sash | Nera   | Nera    | 5th Degree Black Sash |
| Elite Black Sash | Nera   | Nera    | 4th Degree Black Sash |
| Elite Black Sash | Nera   | Nera    | 3th Degree Black Sash |
| Elite Black Sash | Nera   | Nera    | 2th Degree Black Sash |
| Leadership       | Verde  | Nera    | 1st Degree Black Sash |
| Leadership       | Verde  | Blu     | Student Level 11      |
| Leadership       | Verde  | Verde   | Student Level 10      |
| Leadership       | Verde  | Arancio | Student Level 9       |
| Leadership       | Verde  | Gialla  | Student Level 8       |
| Leadership       | Verde  | Bianca  | Student Level 7       |
| Orientation      | Bianca | Nessuna | Student Level 6       |
| Orientation      | Bianca | Nessuna | Student Level 5       |
| Orientation      | Bianca | Nessuna | Student Level 4       |
| Orientation      | Bianca | Nessuna | Student Level 3       |
| Orientation      | Bianca | Nessuna | Student Level 2       |
| Orientation      | Bianca | Nessuna | Student Level 1       |

## Forme del Hek Ki Boen Wing Chun
In generale le "forme" sono degli allenamenti composti da un insieme di tecniche, movimenti, posizioni e passi. Lo scopo delle forme è di allenare le tecniche/posizioni e altre capacità quali forza, velocità, energia, ecc.
Il sistema Hek Ki Boen Wing Chun ha in programma le seguenti forme, suddivise per classe:
| Classe                                | Forma           | Traduzione                               |
| Leadership, Elite Black Sash e Master | Sam Chian Po    | Tre passi di battaglia                   |
| Leadership, Elite Black Sash e Master | Siauw Liam Do   | Piccolo allenamento                      |
| Leadership, Elite Black Sash e Master | Sat Si Mui      | Attaccare su 4 direzioni                 |
| Elite Black Sash e Master             | Hua Kun         | Forma del fiore                          |
| Elite Black Sash e Master             | Ti Sam Chian Po | Tre passi di battaglia (posizione bassa) |
| Elite Black Sash e Master             | Tim Kiao        | Affondare il ponte                       |
| Master                                | Sip Ji Kun      | Forma del carattere 十 (10)              |
| Master                                | Dummy Form      | Forma del manichino                      |